# Epauvillers

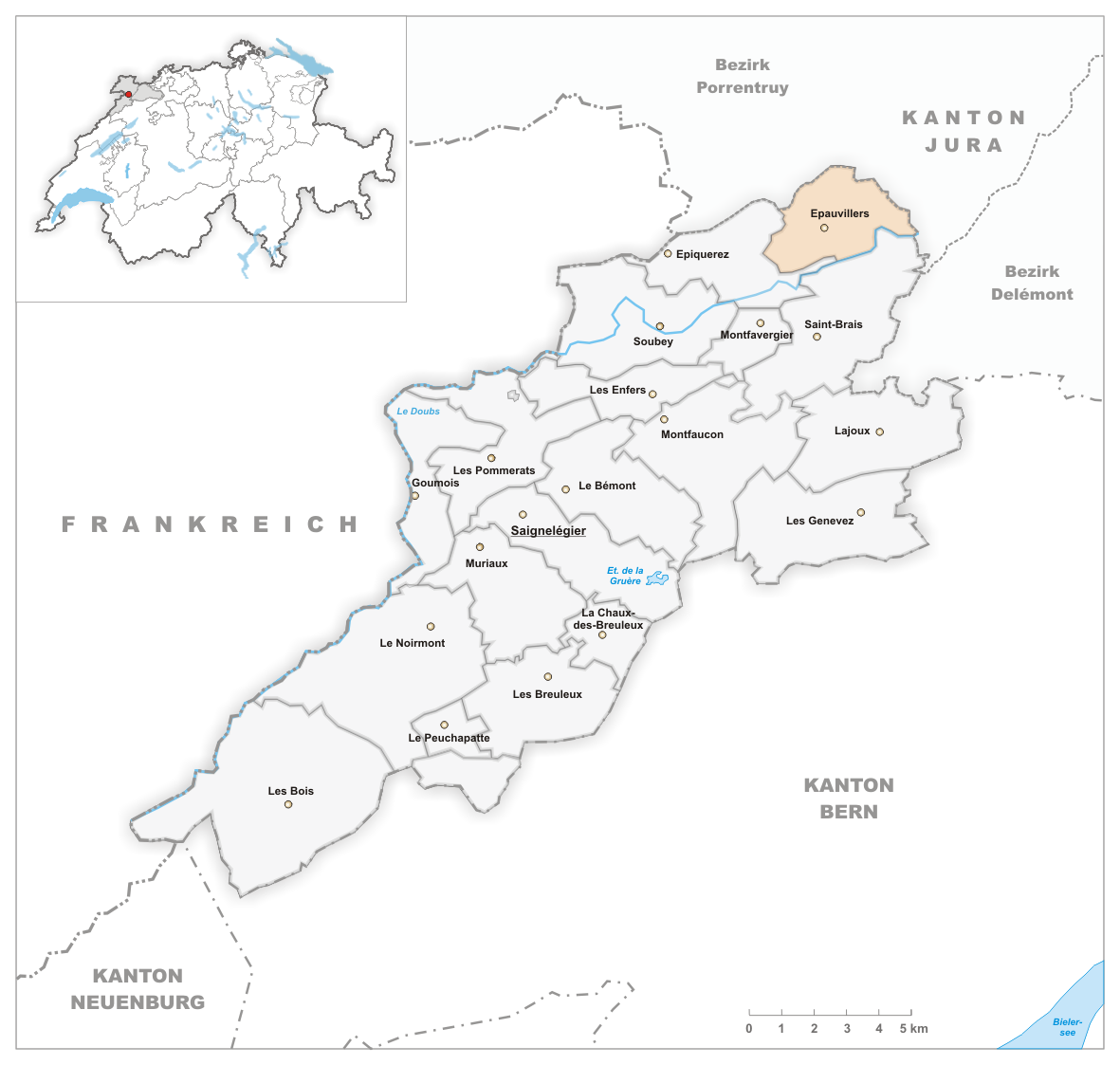
Gemeindestand vor der Fusion am 1. Januar 2009

Epauvillers war bis zum 31. Dezember 2008 eine politische Gemeinde im Distrikt Franches-Montagnes (dt. Bezirk Freiberge) des Kantons Jura in der Schweiz.
Sie hat mit Wirkung auf den 1. Januar 2009 zusammen mit Epiquerez, Montenol, Montmelon, Ocourt, Saint-Ursanne und Seleute zur Gemeinde Clos du Doubs fusioniert. Das frühere Gemeindegebiet ist mit der Fusion vom Bezirk Freiberge in den Bezirk Pruntrut umgeteilt worden.

## Geographie
Epauvillers liegt auf 696 m ü. M., zwölf Kilometer nordöstlich des Bezirkshauptorts Saignelégier (Luftlinie). Das Dorf erstreckt sich in einer Geländemulde am Südhang der Jurakette des Clos du Doubs, rund 230 m über der Talsohle des Doubs.
Die Fläche des 8,4 km² grossen ehemaligen Gemeindegebiets umfasst einen Abschnitt des Clos du Doubs. Nach Süden reicht das Gebiet über die Vorhügel, die sehr steil zum Doubs abfallen (Sous les Roches), bis an den tief eingeschnittenen Flusslauf. Im Norden gehörten der breite Kamm der Fin du Teck (892 m ü. M.) und der Bois de Villers (mit 917 m ü. M. der höchste Punkt der Gemeinde) zu Epauvillers. Die östliche Abgrenzung bildete die Felsnase des Chêtelat (841 m ü. M.). Von der Gemeindefläche entfielen 1997 3 % auf Siedlungen, 43 % auf Wald und Gehölze, 53 % auf Landwirtschaft, und etwas weniger als 1 % war unproduktives Land.
Zu Epauvillers gehörten mehrere Einzelhöfe. Nachbargemeinden von Epauvillers waren Seleute, Saint-Ursanne, Montenol, Montmelon, Saint-Brais und Epiquerez.

## Bevölkerung
Mit 136 Einwohnern (Ende 2007) gehörte Epauvillers zu den kleinen Gemeinden des Kantons Jura. Von den Bewohnern sind 98,0 % französischsprachig und 2,0 % deutschsprachig (Stand 2000). Seit 1888 (damals 320 Einwohner) hat sich die Bevölkerungszahl von Epauvillers halbiert. 1900 wurden noch 251 Einwohner gezählt.

## Wirtschaft
Epauvillers ist ein vorwiegend landwirtschaftlich geprägtes Dorf mit Milchwirtschaft, Viehzucht und etwas Ackerbau. Ausserhalb des primären Sektors sind kaum Arbeitsplätze im Dorf vorhanden. Viele Erwerbstätige sind deshalb Wegpendler und arbeiten in Saint-Ursanne.

## Verkehr
Die ehemalige Gemeinde liegt abseits der grösseren Durchgangsstrassen an einer Kantonsstrasse, die von Saint-Ursanne nach Soubey führt. Auf dieser Strecke verkehrt ein Postautokurs, der Epauvillers an den öffentlichen Verkehr anbindet.

## Geschichte
Epauvillers wird bereits 1139 als Villare erstmals in einer Urkunde von Papst Innozenz II. als Grundbesitz des Klosters Saint-Ursanne erwähnt. In der Folgezeit erscheinen die Namen Vilaire (1175), Vilario (1173), Vilers (1210) und im 16. Jahrhundert Haut-Villers. Erst zu Beginn des 18. Jahrhunderts wandelte sich der Name zu Epauvillers um. Der Ort unterstand der Propstei Saint-Ursanne. Von 1793 bis 1815 gehörte Epauvillers zu Frankreich und war anfangs Teil des Département du Mont-Terrible, ab 1800 mit dem Département Haut-Rhin verbunden. Durch den Entscheid des Wiener Kongresses kam der Ort 1815 an den Kanton Bern und am 1. Januar 1979 an den neu gegründeten Kanton Jura.

## Sehenswürdigkeiten
Die Kirche Saint-Arnoux wurde im 17. Jahrhundert neu erbaut, später umgebaut und 1965 letztmals renoviert. Das Ortsbild wird von charakteristischen Bauernhäusern aus dem 18. und 19. Jahrhundert beherrscht. Das Schulhaus im Heimatstil stammt von 1928.

## Bilder

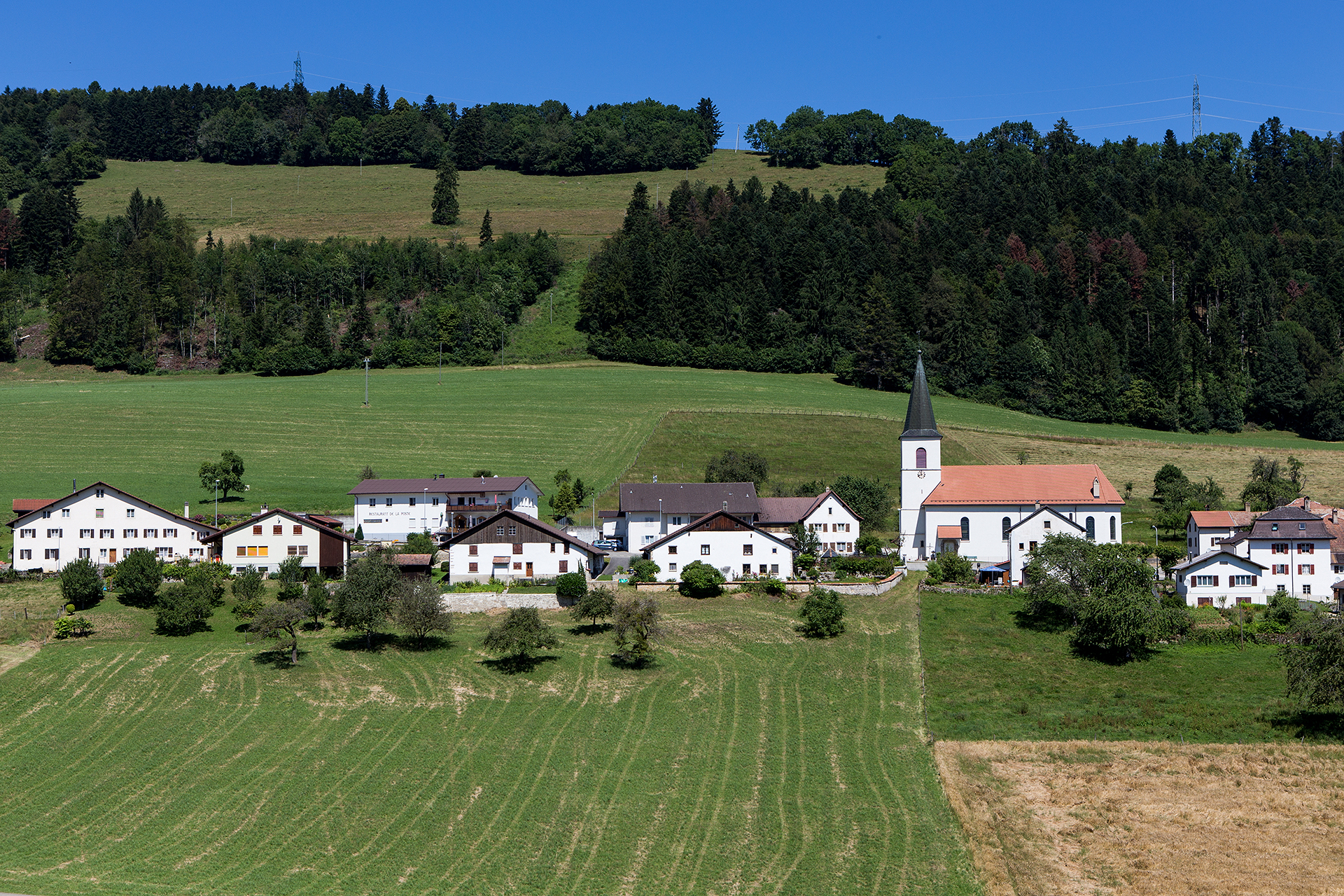
Teilansicht von Epauvillers
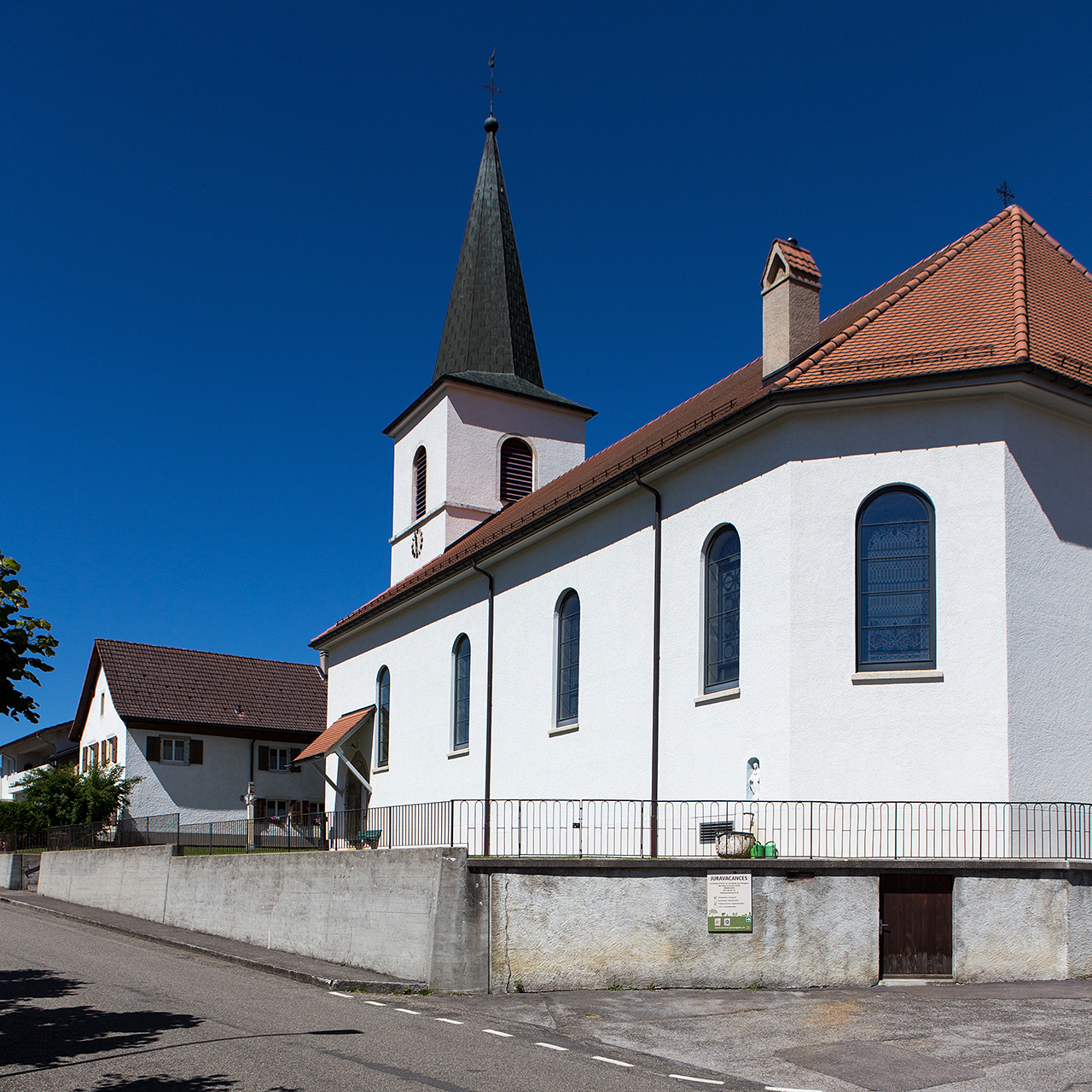
Kirche Saint-Arnoux
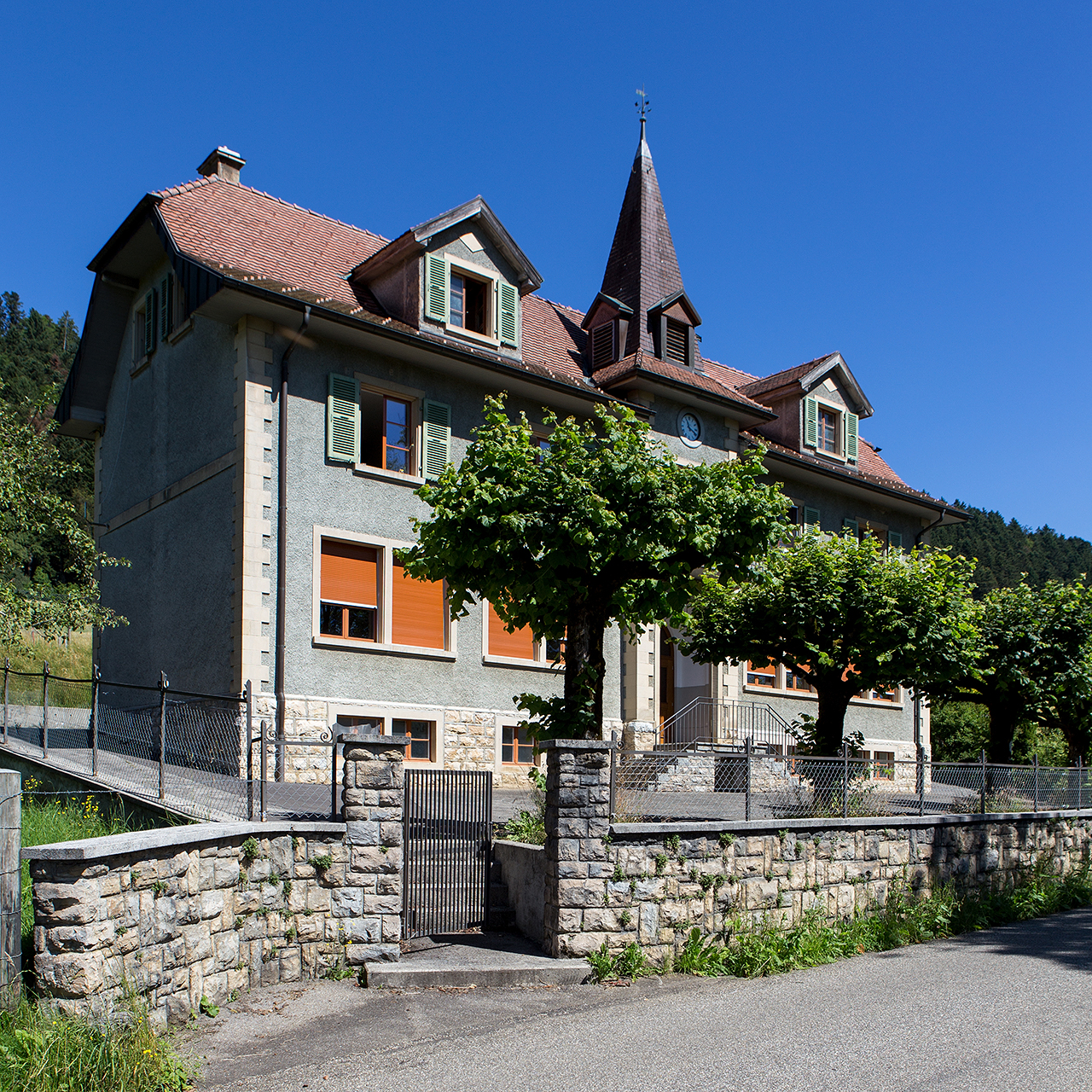
Primarschulhaus
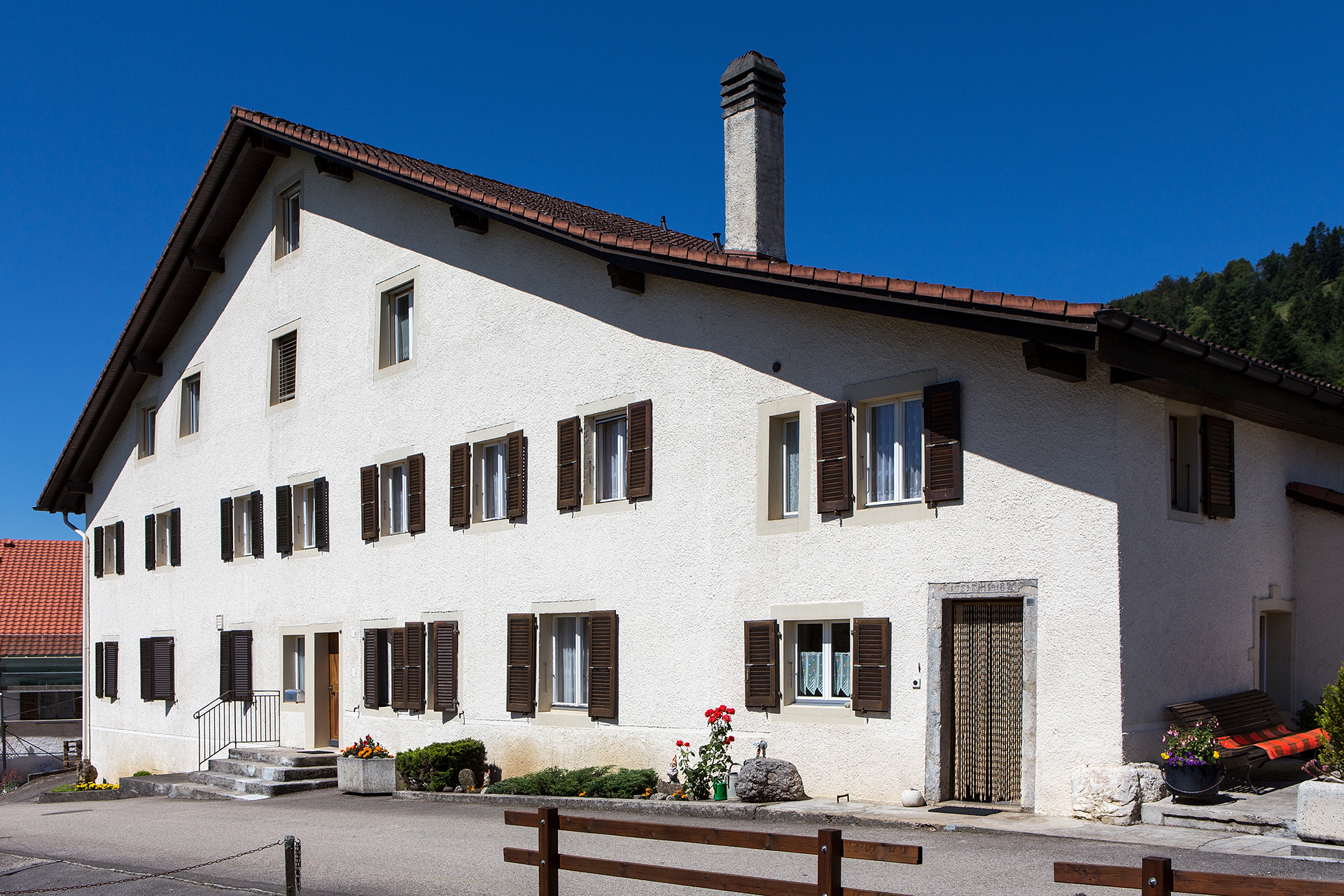
Bauernhaus (1783)